# Ana de Dinamarca (1917-1980)
Ana de Dinamarca (nacida Anne Bowes-Lyon)(Washington D. C., 4 de diciembre de 1917-Londres, 26 de septiembre de 1980) fue una noble británica, esposa del príncipe Jorge Valdemar de Dinamarca y prima de la reina Isabel II.

## Biografía
Nació en Washington D. C. como Anne Ferelith Fenella Bowes-Lyon en 1917. Sus padres fueron el Hon. John Herbert Bowes-Lyon y la Hon. Fenella Hepburn-Stuart-Forbes-Trefusis. A través de su padre, fue sobrina de la reina Isabel del Reino Unido más tarde conocida como reina Isabel, la reina madre y prima de la reina Isabel II. Era la segunda de las cinco hijas de John Bowes-Lyon. En 1987, se descubrió que dos de sus hermanas menores, Nerissa y Katherine Bowes-Lyon, se encontraban internadas en el Hospital Earlswood para enfermos mentales desde 1941. A pesar de que Nerissa murió en 1986 y Katherine en 2014. Sus nombres fueron incluidos en la lista de muertos del Burke's Peerage (guía de la realeza y nobleza británica) en 1963. En el 2011, un documental de la televisión británica informó que durante su estadía en Earlswood ningún miembro de la familia Bowes-Lyon o alguna familia real visitó a las hermanas y que cuando falleció Nerissa ningún miembro de su familia asistió al funeral, además de que su tumba fue marcada inicialmente con una etiqueta de plástico y un número de serie.
En 1938, se casó con el teniente coronel Thomas William Arnold Anson, vizconde Anson, hijo y heredero de Thomas Anson, IV conde de Lichfield. Durante la boda su abuela, Cecilia Cavendish-Bentinck, sufrió un ataque al corazón y falleció ocho semanas después. Después de su matrimonio fue conocida como la Vizcondesa Anson o Lady Anson y tuvo dos hijos: el fotógrafo Patrick Anson, V conde de Lichfield, y lady Elizabeth Anson.
Lady Anson se divorció diez años después de casarse, en 1948, y se volvió a casar, en 1950, en el castillo de Glamis con el príncipe Jorge Valdemar de Dinamarca, hijo mayor de Absalón de Dinamarca y bisnieto de Cristián IX de Dinamarca. Desde entonces fue conocida como Princesa Ana de Dinamarca.
Murió en 1980 a los 62 años en Londres por infarto de miocardio.